# Fabien Cali
 (juillet 2018).
Si vous disposez d'ouvrages ou d'articles de référence ou si vous connaissez des sites web de qualité traitant du thème abordé ici, merci de compléter l'article en donnant les références utiles à sa vérifiabilité et en les liant à la section « Notes et références ».
Pour les articles homonymes, voir Cali (homonymie).
Fabien Cali est un compositeur français né en 1983.

## Biographie
Après des débuts à la guitare électrique en autodidacte, Fabien Cali est admis au Conservatoire national supérieur de musique et de danse de Paris. Il y obtient 7 prix (harmonie, contrepoint, fugue, orchestration, improvisation générative, polyphonie Renaissance et écriture post-tonale) et étudie auprès de Yan Maresz, Thierry Escaich ou encore Alexandros Markeas. En parallèle, il obtient également un Master de Recherche en musicologie et analyse du jazz à l’Université Paris-Sorbonne, sous la direction de Laurent Cugny.
D’abord soutenu par la Fondation Meyer, le Fonds de Tarrazi et le mécénat musical de la Société générale, il recevra par la suite diverses commandes pour ensembles, solistes ou orchestres (Radio France, l'Orchestre symphonique de Mulhouse, l'Estudiantina d'Argenteuil, l’Orchestre Colonne, Le Parlement de musique...). Il travaille aussi avec des interprètes tels qu'Alexis Demailly, Marielle Nordmann (Musicales de Bagatelle), Marion Tassou, l'ensemble Sequenza 9.3, Aline Zylberajch, le TrioPolycordes, l'ensemble Ultim'Asonata, Julien Masmondet, l'ensemble Polygones, le Quatuor Varèse... Aujourd'hui sa musique est interprétée et enregistrée en France et à l’étranger dans des lieux tels que la Maison de la Radio, le Théâtre des Champs-Élysées, The Sage Gateshead à Newcastle, le festival Musique Action, AIR Studios à Londres, l'Athénée Théâtre Louis-Jouvet, le Royal Northern College of Music de Manchester, le TivoliVredenburg (nl) d'Utrecht, le Festival Radio France Occitanie Montpellier, la Maison de l’Orchestre national d'Île-de-France ou encore l'Orgelpark (nl) d'Amsterdam.
Par ailleurs compositeur pour le cinéma, il signe la musique originale orchestrale du long-métrage Terre des ours de Guillaume Vincent, raconté par Marion Cotillard et produit en collaboration avec James Cameron (Cameron Pace Group). Sa partition sera récompensée d’un Jerry Goldsmith Award.
En 2017, il entre en résidence avec le Paris Brass Band et reçoit le Best New Composer Award lors du festival Brass in Concert à Newcastle.
Fabien Cali est compositeur lauréat de la Fondation d’Entreprise Banque populaire, du prix des Fondations Roux & Tronchet de l’Académie des beaux-arts et a reçu en 2019 le Grand Prix SACEM de la musique contemporaine - catégorie jeune compositeur.

## Récompenses
- 2019 : Grand prix SACEM de la musique classique contemporaine - catégorie jeune compositeur[26].
- 2017 : Prix des Fondations Roux & Tronchet de l’Académie des Beaux-Arts.
- 2017 : Best New Composer Award au Festival Brass in Concert à Newcastle.
- 2015 : Lauréat de la Fondation d'Entreprise Banque Populaire[24].
- 2014 : Jerry Goldsmith Award pour la musique originale orchestrale de Terre des Ours[22].